# Paculla negara
Paculla negara là một loài nhện trong họ Tetrablemmidae.
Loài này thuộc chi Paculla. Paculla negara được Shear miêu tả năm 1978.